# Bill Nye
William Sanford "Bill" Nye, född 27 november 1955 i Washington, D.C., är en amerikansk TV-programledare, komiker, skådespelare och författare, bland annat känd som Bill Nye the Science Guy från TV-serien med samma namn som sändes mellan 1993 och 1998. Han är VD för The Planetary Society.

## Biografi
Nye studerade maskinteknik vid Cornell University i Ithaca, New York och efter examen arbetade han som ingenjör på Boeing i Seattle, Washington. I Seattle vann han en Steve Martin look alike-tävling, och började därefter med ståuppkomik på kvälls- och nattetid vid sidan av ingenjörsjobbet på dagtid. Senare slutade han som ingenjör för att satsa på komedin.